# پلاک وسایل نقلیه استان زنجان
کدهای استان زنجان ۸۷ و ۹۷ می‌باشد. در خودروهای عمومی، تاکسی‌ها و خودروهای دولتی حرف پلاک همیشه یکسان است. اما در خودروهای شخصی این حرف بستگی به شهری دارد که پلاک خودرو در آن ثبت شده‌است.

## ۸۷ مرکز استان (زنجان)
| ۸۷ | ۳۴۵ 12 |

| حرف | شهرستان          | وضعیت شماره‌گذاری                                    |
| --- | ---------------- | --------------------------------------------------- |
| الف | دولتی            | سرشماره ۱۴ در حال واگذاری                           |
| ب   | زنجان (۱)        | پایان شماره‌گذاری                                    |
| ت   | تاکسی‌            | سرشماره ۲۷ در حال واگذاری                           |
| ج   | زنجان (۲)        | پایان شماره‌گذاری                                    |
| د   | زنجان (۳)        | پایان شماره‌گذاری                                    |
| ژ   | جانبازان معلولین | سرشماره ۱۲ در حال واگذاری سرشماره ۵۲ در حال واگذاری |
| س   | زنجان (۴)        | پایان شماره‌گذاری                                    |
| ص   | زنجان (۵)        | پایان شماره‌گذاری                                    |
| ط   | زنجان (۶)        | پایان شماره‌گذاری                                    |
| ع   | عمومی            | سرشماره ۶۸ در حال واگذاری                           |
| ق   | زنجان (۷)        | پایان شماره‌گذاری                                    |
| ک   | کشاورزی          | سرشماره ۶۲ در حال واگذاری                           |
| ل   | زنجان (۸)        | سرشماره ۱۱ درحال واگذاری                            |
| م   | زنجان (۹)        |                                                     |
| ن   | زنجان (۱۰)       |                                                     |
| و   | زنجان (۱۱)       |                                                     |
| ه‍   | زنجان (۱۲)       |                                                     |
| ی   | زنجان (۱۳)       |                                                     |

## ۹۷ استان زنجان
| ۹۷ | ۳۴۵ 12 |

| حرف | شهرستان           | وضعیت شماره‌گذاری          |
| --- | ----------------- | ------------------------- |
| ب   | ابهر، سلطانیه (۱) | پایان شماره‌گذاری          |
| ج   | خدابنده (۱)       | پایان شماره‌گذاری          |
| د   | خرمدره (۱)        | سرشماره ۸۶ در حال واگذاری |
| س   | ایجرود            | سرشماره ۲۵ در حال واگذاری |
| ص   | طارم              | سرشماره ۵۱ در حال واگذاری |
| ط   | ماه‌نشان           | سرشماره ۳۲ در حال واگذاری |
| ع   | عمومی (۲)         | ذخیره                     |
| ق   | ابهر، سلطانیه (۲) | سرشماره ۸۸ در حال واگذاری |
| ل   | ذخیره             |                           |
| م   | ذخیره             |                           |
| ن   | ذخیره             |                           |
| و   | ذخیره             |                           |
| ه‍   | ذخیره             |                           |
| ی   | ذخیره             |                           |

پلاک موتور: ۴۷۹، ۴۸۱، ۴۸۲، ۴۸۳